# Килдэр (станция)
Килдэр — узловая станция, открытая 4 августа 1846 года и обеспечивающая транспортной связью одноимённый город в графстве Килдэр, Республика Ирландия. Это первая узловая станция после Дублина, после которой происходит разделение в южном и западном направлениях, и через неё проходит большое число поездов. На ней пересаживаются пассажиры совершающие поездку между западной частью Ирландии и Уотерфордом. Кроме того происходит пропуск товарных составов, гружённых лесом или контейнерных, следующих между графством Мит и Уотерфордом, для чего служит третий, центральный, путь.
На станции было прекращено формирование товарных поездов 6 сентября 1976 года.